# (8607) 1971 UT
1971 يو تي (ويعرف أيضًا باسم (8607) 1971 يو تي وفق تسمية الكوكب الصغير) (بالإنجليزية: 1971 UT)‏ هو كويكب ضمن حزام الكويكبات؛ وترتيبه 8607 من حيث الاكتشاف.
اكتُشف هذا الجُرم الفلكي بواسطة لوبوش كوهوتك في 26 أكتوبر 1971.

## وصلات خارجية
- (8607) 1971 UT في قاعدة بيانات مختبر الدفع النفاث لأجرام النظام الشمسي الصغيرة

- الاكتشاف · مخطط المدار ·  العناصر المدارية · المعلمات المادية

- (8607) 1971 UT على موقع ويكي سكاي: DSS2, SDSS, GALEX, IRAS, Hydrogen α, X-Ray, Astrophoto, Sky Map, Articles and images